# Rauda Morcos
 (décembre 2023).
Rauda Morcos (روضة مرقص ; ראודה מורקוס) est une poétesse lesbienne israélienne palestinienne et militante LGBT. En 2003, elle a été outée comme lesbienne par un journal national, ce qui a entraîné son licenciement, des agressions physiques et des dommages à sa voiture. Elle a ensuite aidé d'autres femmes à créer Aswat en Israël, le premier groupe palestinien dédié au soutien aux lesbiennes, qu'elle a initialement dirigé.

## Biographie
Elle nait dans le nord d'Israël et vit à Haïfa,.

## Outing
En 2003, Morcos est interviewée par Yedioth Ahronoth  à propos de sa poésie ; le journal révèle dans cette interview qu'elle est lesbienne, alors que, selon Morcos, le journaliste avait promis de ne pas révéler cette information,.
Cet outing a de graves conséquences : elle perd son emploi d'éducatrice jeunesse, reçoit des menaces de mort, sa voiture est endommagée et elle est physiquement agressée.

## Militantisme

### Aswat
Morcos fonde avec d'autres femmes l'association Aswat (es) (« Voix ») en Israël en 2003 en tant qu'organisation soutenant les femmes lesbiennes, bisexuelles, intersexes, queer, trans et en questionnement ; cette association est la seule spécifiquement dédiée aux lesbiennes arabes dans la région,,. Aswat est basé à Haïfa et est le premier groupe régional à offrir son soutien aux lesbiennes palestiniennes. Aswat est co-dirigée par Ghadir Shafie (en) depuis 2008.
Le Mouvement islamique lance un boycott contre Aswat et appelle à l'annulation de sa première conférence en 2007 ; de plus, il proclame une fatwa contre Morcos. Cela n'empêche pas la tenue de la conférence à Haïfa, à laquelle participent 350 personnes.
La Commission internationale des droits humains des gays et des lesbiennes décerne à Morcos le prix Felipa de Souza en 2006, en reconnaissance de son travail avec Aswat. Elle devient ainsi la première personne arabe à recevoir ce prix.

### Positionnement
Morcos dénonce les liens entre la répression israélienne contre les Palestiniens et celle des homosexuels, critiquant le mouvement israélien de défense des droits LGBT pour son manque d'implication dans la défense des Palestiniens.
Morcos travaille comme conseillère régionale auprès d'organisations telles que l'Astraea Lesbian Foundation for Justice, le Coalition of Women for Peace, le Global Fund for Women, Human Rights Watch et Mama Cash. Depuis 2012, elle travaille en freelance pour Hivos, une organisation néerlandaise d'aide au développement, et poursuit des études de droit au Centre académique Carmel à Haïfa.